# Dominikai Köztársasági labdarúgó-szövetség
A dominikai köztársasági labdarúgó-szövetség (spanyolul: Federación Dominicana de Fútbol) a Dominikai Köztársaság nemzeti labdarúgó-szövetsége. 1953-ban alapították. A szövetség szervezi a dominikai köztársasági labdarúgó-bajnokságot, működteti a dominikai köztársasági labdarúgó-válogatottat.